# Máté Zalka
Máté Zalka (en húngaro: Zalka Máté; en ruso: Мате Залка), (Tunyogmatolcs, Hungría, 23 de abril de 1896 - Huesca, 11 de junio de 1937) fue un escritor y revolucionario internacionalista húngaro de origen judío. Su nombre real era Béla Frankl, aunque durante la guerra civil española se le conoció también como Paul Lukács y General Lukács. Combatió en la Primera Guerra Mundial y años más tarde en la guerra civil española, en la cual se distinguiría especialmente entre los mandos de las Brigadas Internacionales. Galardonado con la Orden de la Bandera Roja de la Unión Soviética y la Orden de la Liberación de España, a título póstumo.

## Biografía
Nacido en 1896 en Tunyogmatolcs, Hungría, en el seno de una familia judía. Siendo su padre hostelero, pudo graduarse en la escuela secundaria Polgári Iskola en Mateszalka, que más tarde fue rebautizada en su honor.

### Primera Guerra Mundial
Cuando estalló la Primera Guerra Mundial fue movilizado por el ejército austrohúngaro con rango de oficial subalterno y combatió en Italia y el frente oriental donde, en junio de 1916 fue herido y capturado por las tropas rusas en Lutsk, Ucrania, para ser posteriormente enviado a un campo de prisioneros, donde fue influenciado por el comunismo.

### Ejército Rojo
En el otoño de 1919, escapó del campo de prisioneros de Krasnoyarsk, Rusia, y formó un grupo de partisanos, uniéndose posteriormente al Ejército Rojo a principios de 1920. Con él combatiría en distintos frentes bélicos de guerra civil rusa. Ese mismo año participó en la toma de Krasnoyarsk, y se convirtió en miembro del Partido Comunista Ruso (bolchevique).
También en 1920 combatió contra las tropas polacas durante la llamada guerra polaco-soviética, participando en la Batalla de Kiev.

### Actividad literaria y cultural
Después del establecimiento de la Unión Soviética en 1922, se quedó en Moscú, donde comenzó la actividad literaria. Entre 1925 y 1928 fue director del Teatro de la Revolución  en Moscú (posteriormente Teatro Majakowski). Su primer cuento fue publicado en 1924 y el primer volumen se publicó en ruso en Moscú. Los temas de sus obras eran, principalmente, los acontecimientos de la Primera Guerra Mundial y los sucesos durante la guerra civil rusa. Fue en esta etapa de su vida que tuvo sus primeras experiencias con las ideas comunistas. Las obras literarias de Máté Zalka fueron dedicadas principalmente a temas militares.
Su primer cuento publicado, "Ponerse al día", publicado en 1924, se dedicó a la Guerra Civil en Rusia. El mismo tema aparece en los escritos posteriores de Zalka, "Ataque de caballería", en 1929 y "Manzanas", en 1934. El motivo principal de su obra es la fraternidad internacional. Su obra más famosa fue la novela "Doberdo", escrita en 1937, poco antes su partida a España. Zalka escribió sus obras en húngaro y en ruso.

### Brigadas internacionales
Tras el estallido de la guerra civil española, en noviembre de 1936 se incorporó a las Brigadas Internacionales como otros comunistas procedentes de la URSS, siendo inmediatamente nombrado Comandante en Jefe de la XII Brigada Internacional y participando (con su adjunto Alexey Eisner) en la defensa de la capital y en los decisivos combates de la Ciudad Universitaria de Madrid. Debido a sus éxitos, rápidamente creció su popularidad y pronto se le conoció como General Paul Lukács. A comienzos del verano de 1937 fue enviado al Frente de Aragón al mando de un batiburrillo de unidades (el embrión de la posteriormente denominada 45.ª División Internacional) de las Brigadas Internacionales para intervenir en la planificada Ofensiva de Huesca, ciudad que se encontraba completamente sitiada desde el comienzo de la guerra. El 11 de junio, mientras realizaba una inspección del frente en su vehículo personal, un obús de artillería le alcanzó y murió en el acto. Fue sustituido en el mando de la división por el General Kléber, otro militar prestigioso de las Brigadas Internacionales.

## Repatriación de sus restos
Sus restos fueron enterrados inicialmente en el sur de la España republicana, pero serían recuperados décadas después por su familia tras el final del franquismo. El sobrino de Zalka -quien también luchó en la guerra española- fue invitado por la familia real española a una ceremonia para celebrar el final de la guerra civil. Posteriormente los restos de Zalka fueron trasladados a Hungría, donde fueron sepultados en un cementerio militar en Budapest, junto con otros altos héroes militares húngaros.